# برار (چالوس)
برار، روستایی است از توابع بخش مرزن‌آباد شهرستان چالوس در استان مازندران ایران.
این روستا زادگاه عالمان زیادی در گذشته و حال بوده است مرحوم حاج ابراهیم کیاپاشا و مرحوم حاج سید عیسی مطهری از عالمان معاصر این روستا میباشند

## جمعیت
این روستا در دهستان بیرون‌بشم قرار دارد و براساس سرشماری مرکز آمار ایران در سال 1394، جمعیت آن 300 نفر (95خانوار) بوده‌است. مردم برار از قومیت طبری هستند. مردم برار به زبان طبری با گویش چالوسی سخن می‌گویند.